# Regeringen Löfven III
Regeringen Löfven III var Sveriges regering under perioden 9 juli till 30 november 2021. 
Den leddes av statsminister Stefan Löfven och efterträdde regeringen Löfven II. Sedermera efterträddes den av regeringen Andersson.
Regeringen var en koalitionsregering och minoritetsregering bestående av Socialdemokraterna och Miljöpartiet, där Socialdemokraterna innehade 17 och Miljöpartiet 5 statsrådsposter. Regeringschef var Socialdemokraternas partiledare Stefan Löfven. Den 10 november 2021 bad statsminister Stefan Löfven talmannen att bli entledigad som statsminister, varför regeringen formellt fick anses ha avgått och blivit en övergångsregering. Den 30 november tillträdde regeringen Andersson.

## Bakgrund
I juni 2021 inleddes en regeringskris som föranleddes av att Vänsterpartiet vägrade acceptera regeringens bostadspolitik. Den 21 juni 2021 förlorade Stefan Löfven en misstroendeförklaring i Riksdagen efter ett yrkande från Sverigedemokraterna. Den 28 juni 2021 bad statsminister Stefan Löfven talmannen att bli entledigad som statsminister, varför regeringen ansågs ha avgått och därmed blivit en övergångsregering.
Med början den 29 juni vidtog talmansrundor, där samtliga partiledare mötte talmannen för att ge sin syn på vilken statsminister som skulle ha stöd i riksdagen. Talmannen gav först ett sonderingsuppdrag till Ulf Kristersson, Moderaterna, som dock efter två dagar meddelade att han inte fann stöd för att bilda regering. Därefter fick Stefan Löfven, Socialdemokraterna, pröva sitt förtroende. Den 5 juli lade talmannen fram sitt förslag att välja Stefan Löfven till statsminister för riksdagen. Ärendet bordlades samma dag, och igen följande dag, för att sedan tas upp för beslut i riksdagen den 7 juli.

## Tillträde
Riksdagen röstade den 7 juli 2021 ja till talmannens förslag att välja Stefan Löfven som ny statsminister med röstsiffrorna 116 för (S + MP), 173 emot (M + SD + KD + L förutom en ledamot + 1 vilde) och 60 avstår (C + V + 1 L + 1 vilde). För prövning av förslag till statsminister gäller negativ parlamentarism, vilket innebär att förslaget är godkänt om inte mer än hälften av riksdagens ledamöter röstar emot förslaget.
Regeringen tillträdde den 9 juli 2021 efter det att statsministern för riksdagen presenterat sina statsråd, samt att han därefter med dem deltog i en regeringsskifteskonselj med kung Carl XVI Gustaf, kronprinsessan Victoria och riksdagens talman Andreas Norlén i konseljsalen på Stockholms slott.
Kungen sade bland annat vid denna konselj att:
| ” | Riksdagen har nu godkänt den avgångne regeringschefen som ny regeringsbildare. Vi har återigen fått bekräftat att vårt politiska system är hållfast: Olika uppfattningar har kunnat hanteras på ett ordnat sätt. De demokratiska processerna har fungerat så som det är tänkt i vår grundlag. | „ |

Stefan Löfven anförde sin  regeringsförklaring den 14 september 2021 i samband med Riksmötets öppnande.

## Avgång hösten 2021
Under sitt sommartal den 22 augusti 2021 meddelade Stefan Löfven att han avsåg att avgå som partiledare för Socialdemokraterna i samband med Socialdemokraternas partikongress i Göteborg under början på november 2021. Han meddelade också att han då kommer att begära sitt entledigande som statsminister.

## Statsråd
Inför omröstningen för Regeringen Löfven III avgick landsbygdsministern Jennie Nilsson, och lämnade över uppgifterna till näringsministern Ibrahim Baylan. Hon återtog då sin plats som riksdagsledamot, och var den som röstade i kammaren. Det antogs bero på att det var osäkert om hennes ersättare, Sara Heikkinen Breitholtz, skulle ha deltagit och i så fall hur hon skulle ha röstat. Det spekulerades därför i om hon skulle få tillbaka sin ministerplats i den nya regeringen och om det i så fall skulle leda till kritik.
När regeringen presenterades så fick näringsministern behålla landsbygdsfrågorna på sitt bord. Det var den enda skillnaden mellan regeringarna Löfven II och Löfven III innan misstroendeförklaringen.
Stefan Löfven förordnade inte någon ställföreträdare för statsministern enligt 6 kapitlet 10 § regeringsformen, varför det av regeringens statsråd som har flest tjänstgöringsår ersätter honom om han är förhindrad att fullgöra sitt uppdrag. Vid Löfven III:s tillträde innebar det Morgan Johansson. Per Bolunds titel som vice statsminister var endast ceremoniell.
* Statsminister eller departementschef
| Titel | Namn                 | Namn                 | Tillträdde           | Avgick               | Parti                | Ref                  |                      |                      |                      |
| Statsrådsberedningen                                                                                             | Statsrådsberedningen | Statsrådsberedningen | Statsrådsberedningen | Statsrådsberedningen | Statsrådsberedningen | Statsrådsberedningen | Statsrådsberedningen | Statsrådsberedningen | Statsrådsberedningen |
| --- | -------------------- | -------------------- | -------------------- | -------------------- | -------------------- | -------------------- | -------------------- | -------------------- | -------------------- |
| Statsminister |                      | Stefan Löfven*       | 9 juli 2021          | 30 november 2021     | Socialdemokraterna   | [ 21 ]               |                      |                      |                      |
| EU-minister |                      | Hans Dahlgren        | 9 juli 2021          | 30 november 2021     | Socialdemokraterna   | [ 21 ]               |                      |                      |                      |
| Justitiedepartementet                                                                                            |                      |                      |                      |                      |                      |                      |                      |                      |                      |
| Justitie- och migrationsminister                                                                                 |                      | Morgan Johansson*    | 9 juli 2021          | 30 november 2021     | Socialdemokraterna   | [ 21 ]               |                      |                      |                      |
| Inrikesminister                                                                                                  |                      | Mikael Damberg       | 9 juli 2021          | 30 november 2021     | Socialdemokraterna   | [ 21 ]               |                      |                      |                      |
| Utrikesdepartementet                                                                                             |                      |                      |                      |                      |                      |                      |                      |                      |                      |
| Utrikesminister                                                                                                  |                      | Ann Linde*           | 9 juli 2021          | 30 november 2021     | Socialdemokraterna   | [ 21 ]               |                      |                      |                      |
| Minister för internationellt utvecklingssamarbete                                                                |                      | Per Olsson Fridh     | 9 juli 2021          | 30 november 2021     | Miljöpartiet         | [ 21 ]               |                      |                      |                      |
| Utrikeshandelsminister och minister med ansvar för nordiska frågor                                               |                      | Anna Hallberg        | 9 juli 2021          | 30 november 2021     | Socialdemokraterna   | [ 21 ]               |                      |                      |                      |
| Försvarsdepartementet                                                                                            |                      |                      |                      |                      |                      |                      |                      |                      |                      |
| Försvarsminister                                                                                                 |                      | Peter Hultqvist*     | 9 juli 2021          | 30 november 2021     | Socialdemokraterna   | [ 21 ]               |                      |                      |                      |
| Socialdepartementet                                                                                              |                      |                      |                      |                      |                      |                      |                      |                      |                      |
| Socialminister                                                                                                   |                      | Lena Hallengren*     | 9 juli 2021          | 30 november 2021     | Socialdemokraterna   | [ 21 ]               |                      |                      |                      |
| Socialförsäkringsminister                                                                                        |                      | Ardalan Shekarabi    | 9 juli 2021          | 30 november 2021     | Socialdemokraterna   | [ 21 ]               |                      |                      |                      |
| Finansdepartementet                                                                                              |                      |                      |                      |                      |                      |                      |                      |                      |                      |
| Finansminister                                                                                                   |                      | Magdalena Andersson* | 9 juli 2021          | 30 november 2021     | Socialdemokraterna   | [ 21 ]               |                      |                      |                      |
| Civilminister |                      | Lena Micko           | 9 juli 2021          | 30 november 2021     | Socialdemokraterna   | [ 21 ]               |                      |                      |                      |
| Finansmarknadsminister och biträdande finansminister                                                             |                      | Åsa Lindhagen        | 9 juli 2021          | 30 november 2021     | Miljöpartiet         | [ 21 ]               |                      |                      |                      |
| Utbildningsdepartementet                                                                                         |                      |                      |                      |                      |                      |                      |                      |                      |                      |
| Utbildningsminister                                                                                              |                      | Anna Ekström*        | 9 juli 2021          | 30 november 2021     | Socialdemokraterna   | [ 21 ]               |                      |                      |                      |
| Minister för högre utbildning och forskning                                                                      |                      | Matilda Ernkrans     | 9 juli 2021          | 30 november 2021     | Socialdemokraterna   | [ 21 ]               |                      |                      |                      |
| Miljödepartementet                                                                                               |                      |                      |                      |                      |                      |                      |                      |                      |                      |
| Miljö- och klimatminister samt vice statsminister¹                                                               |                      | Per Bolund*          | 9 juli 2021          | 30 november 2021     | Miljöpartiet         | [ 21 ]               |                      |                      |                      |
| Näringsdepartementet                                                                                             |                      |                      |                      |                      |                      |                      |                      |                      |                      |
| Näringsminister                                                                                                  |                      | Ibrahim Baylan*      | 9 juli 2021          | 30 november 2021     | Socialdemokraterna   | [ 21 ]               |                      |                      |                      |
| Kulturdepartementet                                                                                              |                      |                      |                      |                      |                      |                      |                      |                      |                      |
| Kultur- och demokratiminister samt minister med ansvar för idrottsfrågorna                                       |                      | Amanda Lind*         | 9 juli 2021          | 30 november 2021     | Miljöpartiet         | [ 21 ]               |                      |                      |                      |
| Arbetsmarknadsdepartementet                                                                                      |                      |                      |                      |                      |                      |                      |                      |                      |                      |
| Arbetsmarknadsminister                                                                                           |                      | Eva Nordmark*        | 9 juli 2021          | 30 november 2021     | Socialdemokraterna   | [ 21 ]               |                      |                      |                      |
| Jämställdhets- och bostadsminister med ansvar för stadsutveckling och arbetet mot segregation och diskriminering |                      | Märta Stenevi        | 9 juli 2021          | 30 november 2021     | Miljöpartiet         | [ 21 ]               |                      |                      |                      |
| Infrastrukturdepartementet                                                                                       |                      |                      |                      |                      |                      |                      |                      |                      |                      |
| Infrastrukturminister                                                                                            |                      | Tomas Eneroth*       | 9 juli 2021          | 30 november 2021     | Socialdemokraterna   | [ 21 ]               |                      |                      |                      |
| Energi- och digitaliseringsminister                                                                              |                      | Anders Ygeman        | 9 juli 2021          | 30 november 2021     | Socialdemokraterna   | [ 21 ]               |                      |                      |                      |